# Остання альтернатива
«Остання альтернатива» — радянський трисерійний телефільм-спектакль Ленінградського телебачення 1978 року за мотивами роману Айзека Азімова «Оголене сонце» (переклад Т. Левич).

## Сюжет
Детектива Ела Бейлі запрошують в один з Зовнішніх світів — Солярію, де сталося загадкове вбивство. Солярія відрізняється ізольованістю жителів один від одного (навіть чоловік з дружиною бачаться за розкладом), що робить вбивство неймовірним. З дитинства люди ростуть в оточенні роботів, дорослими людьми особисті контакти сприймаються як щось непристойне і є вельми важким випробуванням. Непідготовленість жителів до вбивства змушує їх погодитися з пропозицією запросити землянина. Прибувши на планету, Ел Бейлі зустрічає свого старого знайомого — робота Дана (Р. Данила Олівау), в парі з яким вони приступають до розслідування. Поступово, знайомлячись з особливостями життя мешканців Солярії і долаючи перешкоди, що виникли на шляху розслідування, Бейлі вдається розібратися в суті події і не тільки зняти підозри з невинної людини і викрити істинного злочинця, але і зірвати його плани, що ставили під загрозу мирне життя жителів Землі і Зовнішніх світів.

## У ролях
- Ігор Комаров — детектив Ел Бейлі
- Георгій Васильєв — Дан
- Світлана Крючкова — Гладія
- Людмила Крячун — Кларисса
- Володимир Еренберг — Груер
- Ростислав Катанський — Атлбіш
- Олексій Цуканов — Лібіг
- Михайло Данилов — Квемот
- Давид Лібуркін — Мінім
- Юрій Герцман — робот
- Геннадій Єлагін — робот
- Сергій Євгранов — робот
- В'ячеслав Попов — робот
- Олексій Цуканов — робот
- М. Панфільонок — робот

## Знімальна група
- Режисер — Володимир Латишев
- Сценаристи — Владислав Нечаєв, Володимир Латишев
- Оператори — Борис Волох, Володимир Гречишкін, А. Константинов, Д. Флегонтов
- Художник — Тетяна Венеціанова